# Susana Campos
Pour les articles homonymes, voir Campos.
Susana Campos (31 août 1934 - 16 octobre 2004) est une actrice argentine. Elle est connue pour avoir jouté dans Arroz con leche (1950) de Carlos Schlieper.

## Filmographie
- Cómo pasan las horas (2004) de Inés de Oliveira Cézar.
- Cautiva (2003) de Gastón Biraben.
- Mi familia (EE.UU. 1995) de Gregory Nava.
- Loraldia (El tiempo de las flores) (1991) de Oscar Aizpeolea.
- Los viernes de la eternidad (1981) de Héctor Olivera.
- Así es la vida (1977) de Enrique Carreras.
- Los chicos crecen (1976) de Enrique Carreras.
- Bodas de cristal (1975) de Rodolfo Costamagna.
- Muñequitas de medianoche (inédita - 1974) de Patricia Gal.
- Vamos a soñar con el amor (1971) de Enrique Carreras.
- El bulín (1969) de Ángel Acciaresi.
- El día que me quieras (1969) Enrique Cahen Salaberry.
- Los muchachos de antes no usaban gomina (1969) de Enrique Carreras.
- Digan lo que digan (España-Argentina 1968) de Mario Camus.
- Coche cama, alojamiento (1967) de Julio Porter.
- Villa Cariño (1967) de Julio Saraceni.
- Del brazo y por la calle (1966) de Enrique Carreras.
- 1966 : Django ne pardonne pas (Mestizo) de Julio Buchs : Helen Patterson
- Crimen de doble filo (España 1964) de José Luis Borau.
- Rueda de sospechosos (España 1964) Ramón Fernández.
- La boda (1964) de Lucas Demare.
- Como dos gotas de agua (España 1964) de Luis César Amadori.
- Piedra de toque (España 1963) de Julio Buchs.
- Accidente 703 (España-Argentina 1962) de José María Forqué.
- Los culpables (España 1962) de José María Forn.
- Cena de matrimonios (España 1962) de Alfonso Balcázar.
- Ensayo general para la muerte (España 1962) de Julio Coll.
- Escuela de seductoras (España 1962) de León Klimovsky.
- Usted tiene ojos de mujer fatal (España 1962) de José María Elorrieta.
- Hombre de la esquina rosada (1962) de René Mugica.
- El bruto (1962) de Rubén W. Cavallotti.
- Siempre es domingo (España 1961) de Fernando Palacios.
- 091, Policía al habla (España 1960) de José María Forqué.
- La vida privada de Fulano de Tal (España 1960) de José María Forn.
- Mi calle (España 1960) de Edgar Neville.
- Un bruto para Patricia (España 1960) de León Klimovsky.
- Bombas para la paz (España 1959) de Antonio Román.
- Detrás de un largo muro (1958) de Lucas Demare.
- Rosaura a las diez (1958) de Mario Soffici.
- Amor prohibido (1958) de Luis César Amadori.
- Todo sea para bien (1957) de Carlos Rinaldi.
- Historia de una soga (1956) de Enrique de Thomas (Wing).
- Graciela (1956) Leopoldo Torre Nilsson.
- Amor a primera vista (1956) de Leo Fleider.
- Pecadora (1956) de Enrique Carreras.
- Bacará (1955) de Kurt Land.
- La delatora (1955) de Kurt Land.
- La noche de Venus (1955) de Virgilio Nuguerza.
- La cigüeña dijo ¡Sí! (1955) de Enrique Carreras.
- Vida nocturna (1955) de Leo Fleider.
- Detective (1954) de Carlos Schlieper.
- Caídos en el infierno (1954) de Luis César Amadori.
- Romeo y Julita (1954) de Enrique Carreras.
- Uéi Paesano (1953) de Manuel Romero.
- La niña del gato (1953) de Román Viñoly Barreto.
- La patrulla chiflada (1952) de Carlos Rinaldi.
- Mi hermano Esopo (Historia de un Mateo) (1952) de Luis Mottura.
- Los árboles mueren de pie (1951) de Carlos Schlieper.
- El hermoso Brummel (1951) de Julio Saraceni.
- Fantasmas asustados (1951) de Carlos Rinaldi.
- Arroz con leche (1950) de Carlos Schlieper.
- ¿Vendrás a medianoche? (1950) de Arturo García Buhr.
- Cuando besa mi marido (1950) de Carlos Schlieper.
- Fascinación (1949) de Carlos Schlieper
- La cuna vacía (1949) de Carlos Rinaldi.
- Fúlmine (1949) de Luis Bayón Herrera.
- Cita en las estrellas (1949) de Carlos Schlieper.
- La novia de la Marina (1948) de Benito Perojo.
- El barco sale a las diez (1948) de Francisco Mugica.
- La serpiente de cascabel (1948)...Alumna de Carlos Schlieper.
- Novio, marido y amante (1948) de Mario C. Lugones.
- Un marido ideal (1947) de Luis Bayón Herrera.
- Tres millones... y el amor (1946).... Extra. de Luis Bayón Herrera.
- El tercer huésped (1946).
- La importancia de ser ladrón (1944) de Julio Saraceni.
- Mi novia es un fantasma (1944).
- El comisario de Tranco Largo (1942) de Leopoldo Torres Ríos.